# Final da Copa do Brasil de Futebol de 2003
A final da Copa do Brasil de Futebol de 2003 foi a 15ª final dessa competição brasileira de futebol organizada pela Confederação Brasileira de Futebol (CBF), sendo decidida por Cruzeiro e Flamengo em duas partidas. O primeiro jogo ocorreu em 8 de junho no Maracanã, no Rio de Janeiro, terminando com empate em 1–1. O segundo duelo foi realizado em 11 de junho no Mineirão, em Belo Horizonte, e o time mineiro ganhou por 3–1, vencendo o confronto por 4–2 e conquistando pela quarta vez em sua história o título desta competição.

## Caminho até a final
| Flamengo    | Flamengo      | Flamengo         | Fase             | Cruzeiro            | Cruzeiro | Cruzeiro         |
| Adversário  | Agregado      | Jogos            | Fase             | Adversário          | Agregado | Jogos            |
| ----------- | ------------- | ---------------- | ---------------- | ------------------- | -------- | ---------------- |
| Botafogo-PB | 4 – 1         | 4–1 (F)          | Primeira fase    | Rio Branco-ES       | 4 – 2    | 4–2 (F)          |
| Ceará       | 1 – 1 (4-3 p) | 0–1 (F); 1–0 (C) | Segunda fase     | Coríntians de Caicó | 9 – 2    | 2–2 (F); 7–0 (C) |
| Remo        | 7 – 2         | 4–0 (C); 3–2 (F) | Oitavas-de-final | Vila Nova           | 4 – 1    | 2–0 (C); 2–1 (F) |
| Vitória     | 5 – 2         | 2–1 (C); 3–1 (F) | Quartas-de-final | Vasco da Gama       | 3 – 2    | 2–1 (C); 1–1 (F) |
| Sport       | 1 – 0         | 1–0 (F); 0–0 (C) | Semifinal        | Goiás               | 5 – 3    | 3–2 (F); 2–1 (C) |

Legenda: (C) casa; (F) fora

## Jogo de ida
| 8 de junho    | Flamengo              | 1 – 1     | Cruzeiro | Estádio do Maracanã, Rio de Janeiro              |
| 16:00 (UTC−3) | Fernando Baiano 90+4' | Relatório | Alex 75' | Público: 73 104 Árbitro: RS Carlos Eugênio Simon |

| G                 |  | Júlio César     |                               |     |
| LD                |  | Luciano Baiano  |                               |     |
| Z                 |  | Fernando        |                               |     |
| Z                 |  | Váldson         |                               | 80' |
| Z                 |  | André Bahia     |                               |     |
| LE                |  | Athirson        | Penalizado com cartão amarelo |     |
| V                 |  | Fabinho         |                               |     |
| V                 |  | André Gomes     |                               | 87' |
| M                 |  | Felipe          |                               |     |
| A                 |  | Zé Carlos       |                               | 66' |
| A                 |  | Edílson         |                               |     |
| Substituições:    |  |                 |                               |     |
| M                 |  | Ígor Cearense   |                               | 87' |
| A                 |  | Jean            |                               | 66' |
| A                 |  | Fernando Baiano |                               | 80' |
| Treinador:        |  |                 |                               |     |
| Nelsinho Baptista |  |                 |                               |     |

| G                    |  | Gomes          |                               |     |
| LD                   |  | Maurinho       |                               |     |
| Z                    |  | Edu Dracena    | Penalizado com cartão amarelo |     |
| Z                    |  | Thiago         | Penalizado com cartão amarelo |     |
| LE                   |  | Leandro        |                               |     |
| V                    |  | Augusto Recife | Penalizado com cartão amarelo |     |
| V                    |  | Wendel         |                               |     |
| M                    |  | Márcio         |                               | 64' |
| M                    |  | Alex           |                               |     |
| A                    |  | Deivid         |                               | 81' |
| A                    |  | Aristizábal    |                               | 88' |
| Substituições:       |  |                |                               |     |
| Z                    |  | Luisão         |                               | 88' |
| V                    |  | Jardel         |                               | 64' |
| A                    |  | Mota           |                               | 81' |
| Treinador:           |  |                |                               |     |
| Vanderlei Luxemburgo |  |                |                               |     |

## Jogo de volta
| 11 de junho   | Cruzeiro                                 | 3 – 1     | Flamengo            | Estádio do Mineirão, Belo Horizonte |
| 21:40 (UTC−3) | Deivid 1' · Aristizábal 16' · Luisão 28' | Relatório | Fernando Baiano 64' | Árbitro: SP Paulo César de Oliveira |

| G                    |  | Gomes          |                               |     |
| LD                   |  | Maurinho       |                               |     |
| Z                    |  | Luisão         | Penalizado com cartão amarelo |     |
| Z                    |  | Gladstone      |                               |     |
| LE                   |  | Leandro        |                               |     |
| V                    |  | Augusto Recife |                               |     |
| V                    |  | Jardel         |                               |     |
| V                    |  | Wendel         |                               | 51' |
| M                    |  | Alex           |                               | 68' |
| A                    |  | Deivid         |                               |     |
| A                    |  | Aristizábal    | Penalizado com cartão amarelo | 85' |
| Substituições:       |  |                |                               |     |
| M                    |  | Márcio         |                               | 51' |
| M                    |  | Sandro         |                               | 68' |
| A                    |  | Mota           | Penalizado com cartão amarelo | 85' |
| Treinador:           |  |                |                               |     |
| Vanderlei Luxemburgo |  |                |                               |     |

| G                 |  | Júlio César     |                               |     |
| LD                |  | Luciano Baiano  |                               |     |
| Z                 |  | Fernando        | Penalizado com cartão amarelo |     |
| Z                 |  | André Bahia     |                               |     |
| LE                |  | Athirson        | Penalizado com cartão amarelo |     |
| V                 |  | Fabinho         | Penalizado com cartão amarelo |     |
| V                 |  | André Gomes     |                               | 67' |
| M                 |  | Fábio Baiano    |                               | 68' |
| M                 |  | Felipe          |                               |     |
| A                 |  | Fernando Baiano | Penalizado com cartão amarelo |     |
| A                 |  | Edílson         |                               |     |
| Substituições:    |  |                 |                               |     |
| M                 |  | Ígor Cearense   |                               | 67' |
| A                 |  | Jean            |                               | 68' |
| Treinador:        |  |                 |                               |     |
| Nelsinho Baptista |  |                 |                               |     |

## Premiação
| Copa do Brasil de 2003       |
| Minas Gerais                 |
| ---------------------------- |
| Cruzeiro Campeão (4º título) |